# 홀랜드 로든
홀랜드 로든(Holland Roden, 1988년 7월 28일 ~ )은 미국의 배우이다. 드라마 《틴 울프》의 리디아 마틴 역으로 잘 알려져 있다.

## 출연 작품

### 영화
- 팔로우 미 (2020)
- 이스케이프 룸 2: 노 웨이 아웃 (2021)
- 틴 울프: 더 무비 (2023) - 리디아 마틴 역

### 텔레비전
- 틴 울프 (2011-17) - 리디아 마틴 역
- 채널 제로 (2018)
- 마얀스 MC (2021-22)